# Indigirite
L'indigirite è un minerale.